# Sicyonia affinis
Sicyonia affinis är en kräftdjursart som beskrevs av Faxon 1893. Sicyonia affinis ingår i släktet Sicyonia och familjen Sicyoniidae. Inga underarter finns listade i Catalogue of Life.